# Гальперин-Каминский, Илья Даниилович
Илья Даниилович Гальперин-Каминский (фр. Ély Halpérine-Kaminsky, псевдонимы — Каминский, Echos и другие; 28 марта [9 апреля] 1858, Васильков Киевской губернии — 6 декабря 1936) — переводчик русской и французской литературы, филолог, популяризатор науки. 
Переводчик произведений русских писателей на французский язык (Пушкина, Гоголя, Л.Толстого, Тургенева, Достоевского, Салтыкова-Щедрина и др.) и французских — на русский язык (А.Доде, Золя, В.Сарду и др.). Журналист. Преподавал в Lycée Condorcet (Париж). Печатался во многих французских и русских журналах и газетах, в том числе «Le Franco-Russe» (где был редактором, 1883, 1889, 1890), «Le cri du peuple» (1884), La Justice (1885), Le Figaro (1886), La Defense des ouvriers (1885), Paris (1890), L’Echo de Paris (1892), Le Journal (1892), из российских изданий — в «Русской мысли», «Северном вестнике», «Русском обозрении», «Всемирной библиотеке», «Новом времени», «Свете» (1894, 1896).
Жена — переводчик Нина Ильинична Гальперин-Каминская (урождённая Гинцбург).

## Основные труды
- Общая польза авторского права  Архивная копия от 4 сентября 2019 на Wayback Machine: [Докл., чит. в Рус. о-ве книгопродавцев и издателей 15 янв. 1894 г., и перед Сов. и Спец. комис. Рус. лит. о-ва 17 янв. 1894 г.] / И. Д. Гальперин-Каминский. — Санкт-Петербург : тип. В. В. Комарова, 1894. — [2], 55 с.
  - Общая польза авторского права : С прил. письма к рус. печати Эмиля Золя и текста законов о лит. и худож. собственности американского, бельгийского и испанского, Бернской конвенции 1886 г. и французского декрета 1852 г. / И. Д. Гальперин-Каминский. — Санкт-Петербург : А. Ф. Цинзерлинг, 1894. — [2], 93, [2] с.